# NGC 7354
NGC 7354 es una nebulosa planetaria en la constelación de Cefeo de magnitud aparente 12,2. La estrella central tiene una magnitud de 16,5. Fue descubierta en 1787 por William Herschel.